# Recept (matlagning)

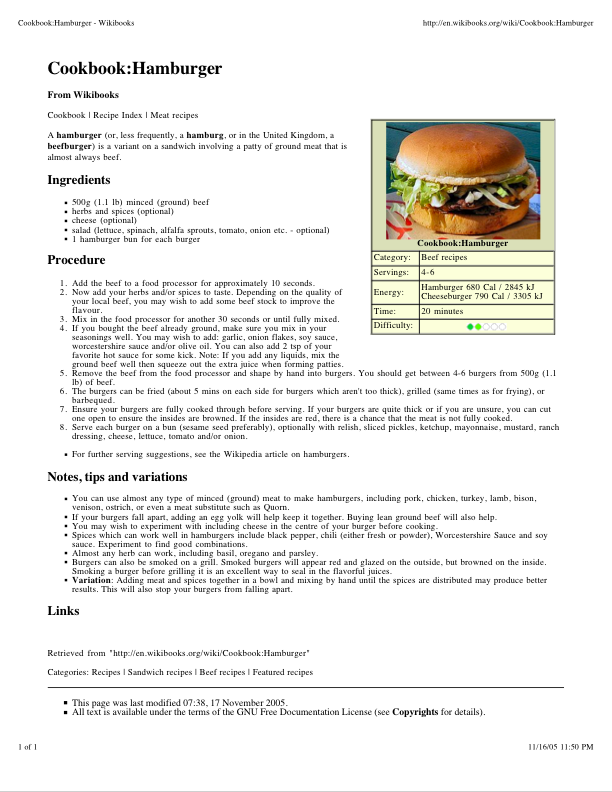
Ett recept på hamburgare från wikibooks.

Ett recept är en förteckning över ingående ingredienser och en beskrivning av tillvägagångssättet vid tillagning av en maträtt. "Recept" på saker som inte är avsedda att ätas kallas i industriella sammanhang protokoll.
Ett modernt recept består vanligen av namnet på maträtten, tillagningstid, antal portioner eller stycken, ingredienser och i vilka mängder dessa ska tillsättas. Om vissa ingredienser är svåra att få tag på, kan det finnas förslag på ersättningsprodukter. Detsamma gäller om receptet innehåller ingredienser som somliga personer inte tål eller önskar, på grund av glutenintolerans eller att personen är vegetarian. Därutöver finns det ofta i receptet beskrivet vilka köksredskap som krävs för tillagning, samt en steg-för-steg-beskrivning över tillvägagångssättet. Recept kan även föreslå varianter på ett traditionellt recept.
De flesta recept innehåller måttenheter som är lämpliga att använda till exempel deciliter, liter, eller vikt medan professionella recept nästan alltid använder måttenheter i vikt till exempel "90 g äggula (ca. 3 st)".
De äldsta kända nedskrivna recepten återfinns i kilskrift på babyloniska lertavlor hörande Yales babyloniska samling, de tre äldsta daterade till kring 1730 f.Kr.